# 6,8mm Remington SPC

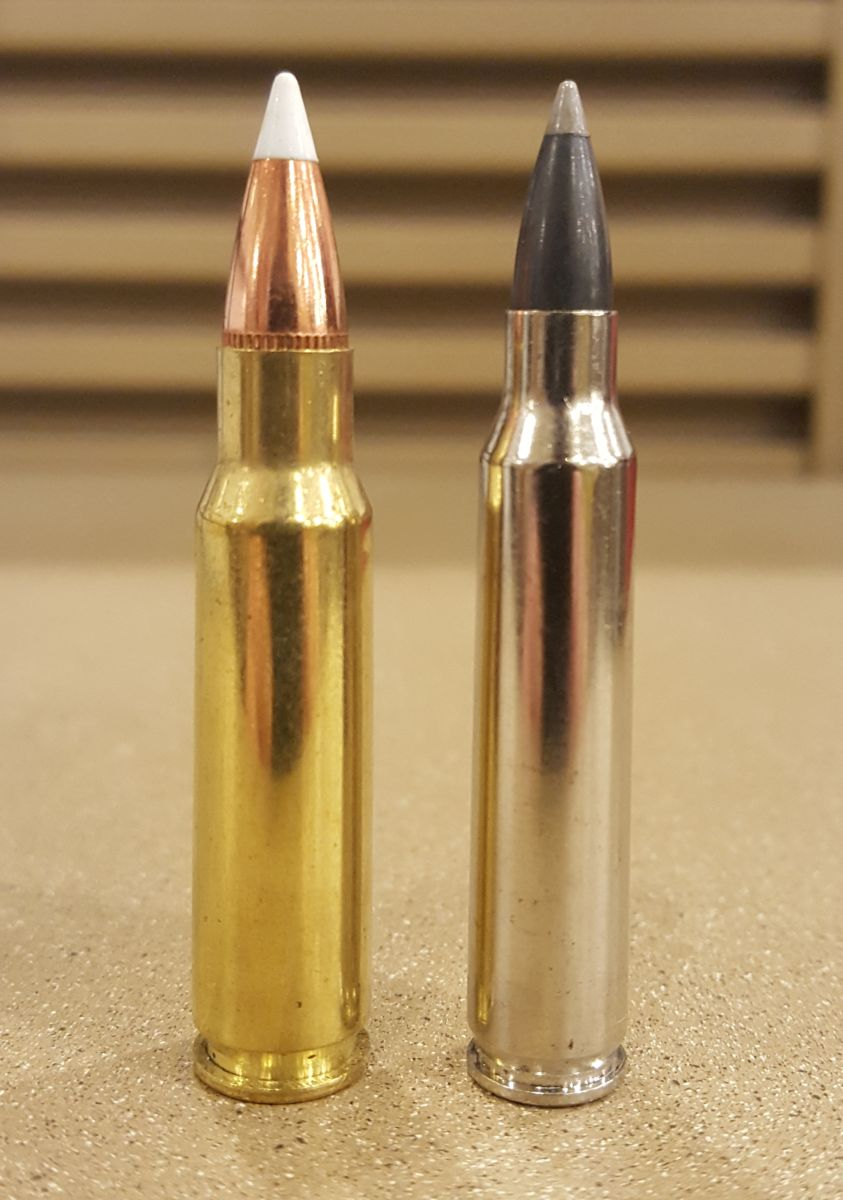
Um 6,8mm Remington SPC (esquerda) e um 5,56×45mm NATO (direita).

O 6,8mm Remington Special Purpose Cartridge (6,8 SPC, 6,8 SPC II ou 6,8×43 mm) é um cartucho intermediário de rifle estilo "garrafa" sem aro, desenvolvido pela Remington Arms em colaboração com membros da U.S. Army Marksmanship Unit, do  United States Special Operations Command para possívelmente substituir o cartucho 5,56×45mm NATO numa carabina "Short Barreled Rifle(SBR)/Carbine".
Com base no cartucho .30 Remington, está a meio caminho entre o 5,56×45mm NATO e o 7,62×51mm NATO em termos de diâmetro. Ele usa o mesmo diâmetro de projétil (geralmente não tem o mesmo peso) que o cartucho de caça .270 Winchester.